# 毛吻鼩鼴屬
毛吻鼩鼴屬（學名：Dymecodon），是哺乳綱鼩鼱目鼴科鼴亞科日本鼩鼴族的一個屬。該屬旗下只有一種動物，就是毛吻鼩鼴，又名公主鼩鼴，姬日不見。毛吻鼩鼴本來是日本鼩鼴屬的成員，但現時已獨立成為一個屬。

## 物種
- 毛吻鼩鼴  Dymecodon pilirostris

## 參看
- 日本哺乳動物列表